# Гжельщак, Франц Янович
Франц Янович Гжельщак (вариант имени Францишек вариант отчества Иванович, псевдонимы Марцин Гжегожевский, Механик; 1 января 1881, Варшава — 25 декабря 1937, Бутовский полигон, Московская область) — активист СДКПиЛ и КПП. Деятель Коминтерна и Профинтерна.

## Биография
Родился в семье рабочего, активиста СДКПиЛ, Яна Гжельщака. После окончания двух классов муниципальной школы и 3-х летних курсов механики в Варшаве он работал слесарем-механиком. С 1904 член фабричного кружка СДКПиЛ. Участник революции 1905 года, член районного правления СДКПиЛ в варшавском районе Воля. В мае 1907 года участник V съезда РСДРП в Лондоне, после своего возвращения он был арестован и приговорён к ссылке, но бежал. Член Варшавского комитета СДКПиЛ.
После начала Первой мировой войны в 1914 году он был мобилизован в русскую армию. После Февральской революции и свержения царя он участвовал в первом съезде делегатов фронта воинских частей Западного фронта (20 апреля 1917 г.), на котором он был избран в члены армейского комитета 2-й армии как представитель большевиков. Он принимал участие во Всероссийском демократическом совещании в Петрограде на рубеже сентября и октября 1917 года, на котором он был избран в предпарламент, из которого он вышел вместе с большевистской фракцией.
После Октябрьской революции 8 ноября 1917 года избран на II Всероссийском съезде Советов во Всероссийский Центральный Исполнительный Комитет (ВЦИК).
В ноябре 1917 года был избран во Всероссийское учредительное собрание в Минском избирательном округе по списку № 9 (большевики) и от Западного фронта. Участвовал в единственном заседания Учредительного собрания 5 января 1918 года.
С конца 1917 года секретарь ВЧК и член комиссариата по делам Польши при Народном комиссариате по делам национальностей. В начале 1918 года он вернулся в Польшу. Принимал участие в заседании исполкома Варшавского СДКПиЛ, где был арестован и помещён в крепость Модлин. Освобождён 11 ноября 1918 года. Был избран первым председателем Советов рабочих делегатов в Варшаве. Член Варшавского комитета СДКПиЛ.
С 16 декабря 1918 года, момента создания Коммунистической рабочей партии Польши (КРПП, позднее КПП) в результате слияния СДКПиЛ и ППС-левицы был членом ЦК КРПП/КПП. Он был также членом Политбюро, казначеем, секретарём и главой ЦК КПП. Во фракционной борьбе внутри КПП он был сторонником «меньшинства». В мае 1925 года арестован, в 1928 года передан СССР при обмене политическими заключёнными.

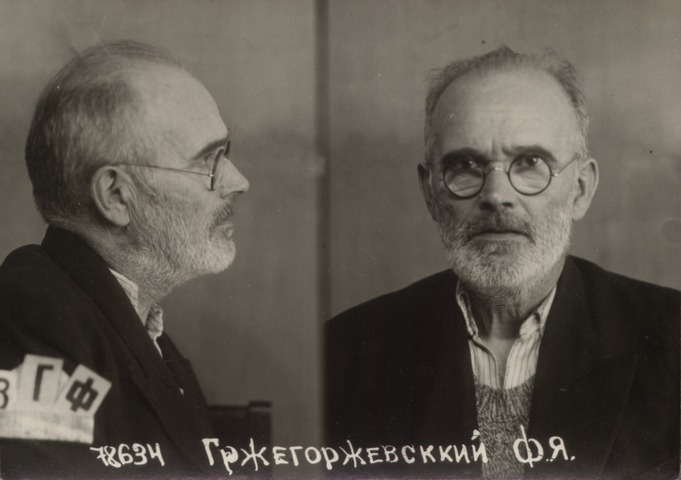
Последняя фотография Ф. Я. Гжельщака (в тюремных документах Ф. Я. Гржегоржевского). Сентябрь 1937

Участник IV, V, VI и VII конгрессов Коминтерна. На 5-м съезде Коминтерна (1924) избран членом исполкома (ИККИ). С 1935 года член Международной контрольной комиссии Коминтерна. Заместитель председателя польской секции. Активный член Красных международных профсоюзов (Профинтерн) и МОПР.
Участник съездов и конференций КПП до 1935 года. Член Общества старых большевиков.
Арестован во время большого террора 15 сентября 1937 года. Приговор вынесен Комиссией НКВД и Прокуратуры СССР 22 декaбря, расстрелян 25 декaбря 1937 года на Бутовском полигоне НКВД под Москвой. По одним сведениям реабилитирован в мае 1955 года, по другим — только 21 мая 2001 года с формулировкой «за отсутствием состава преступления».

## Семья

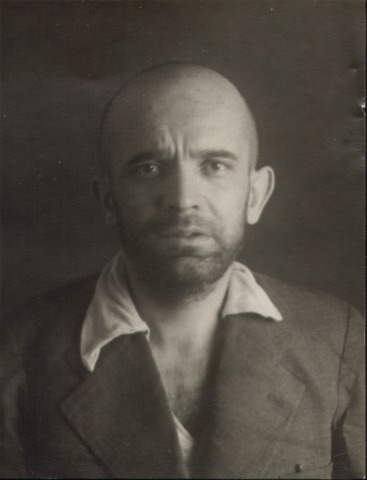
Тюремная фотография Станислава. 1937

- Сын — Станислав Францевич Гржегожевский-Гжельщак (1903, Варшава—19 декабря 1937, Бутово, Москва), с высшим образованием, был членом ЦК КП Польши (к моменту ареста назван «бывшим членом») и работал инженером-конструктором на заводе № 8 в Москве, в момент ареста не имел прописки. Арестован уголовным розыском[5] 4 сентября 1937 г., передан НКВД. 13 сентября 1937 года приговорён Комиссией НКВД СССР по обвинению в том, что являлся активным участником террористической организации «ПОВ» [? — ВП]. Расстрелян на полигоне Бутово за 6 дней до отца. Реабилитирован 8 сентября 1956 г[3].
- Дочь — Ч. Ф. Каминская, 11 марта 1955 году представила в КГБ фотографию отца, вероятно, в связи с пересмотром дела[6].

## Труды
- Franciszek GrzeIszczak-Grzegorzewski. Autobiografia, «Z pola walki», 1958, № 2.